# Schmallenberský virus
Schmallenberský virus (Schmallenberg Virus = SBV) je název pro nedávno izolovaný Orthobunyavirus, způsobující infekční chorobu přežvýkavců. Původce, byl poprvé prokázán v krvi hovězího dobytka s horečkou a poklesem mléčné produkce v chovu u města Schmallenberg v Německu a to v listopadu 2011. Nemoc se poprvé objevila v Severním Porýní – Vestfálsku už během léta 2011, kdy ve stádech dojnic docházelo k hromadnému horečnatému onemocnění, přičemž nemocná zvířata se během několika dní bez následků zotavila. Na podzim se podobné případy vyskytly i v sousedním Nizozemí, kde byla horečka doprovázena i průjmem. Od prosince 2011 se nákaza začala projevovat potraty a porody deformovaných mláďat, především ve stádech ovcí, ale i skotu a koz. V lednu 2012 byl Schmallenberský virus prokázán v Německu, Belgii, Velké Británii a Francii, v únoru 2012 byla jeho přítomnost odhalena též v Lucembursku a Itálii a v březnu 2012 i ve Španělsku.

## Původce
V krvi nemocných zvířat a ve tkáních deformovaných mrtvě narozených mláďatech byl nalezen předtím neznámý virus, zatím pojmenovaný jako virus Schmallenberg (SBV), podle původu prvních vzorků. Předběžně byl zařazen do čeledi Bunyaviridae, rodu Orthobunyavirus a séroskupiny Simbu. Příbuzné viry, Shamonda, Ainovirus a Akabanevirus také způsobují onemocnění skotu v Africe, Austrálii a Oceánii, v Evropě nikdy zjištěny nebyly. Jedná se o RNA viry přenášené bodavým hmyzem, proto se předpokládá, že i SBV je přenášen stejným hmyzím vektorem, tiplíkem rodu Culicoides. Virus byl původně prokázán pomocí metagenomové analýzy, což je metoda umožňující detekovat i předtím neznámý genom, ve Friedrich Loefflerově Institutu v Německu. Od jeho objevení se podařilo virus izolovat a kultivovat na buněčných kulturách a experimentální infekce tří zdravých krav vedla k prokazatelné virémii 2–5 dní po inokulaci virem. U jednoho zvířete byla infekce doprovázena horečkou, u jiného se rozvinul středně závažný průjem.
Orthobunyaviry, včetně Schmallenberského viru, obsahují nukleovou kyselinu rozčleněnou do tří segmentů, nazývaných S – segment (krátký), M a L – segment (dlouhý). Sekvence S segmentu Schmallenberského viru je velmi podobná viru Shamonda.

### Původ viru
V současnosti není možné s jistotou říct, odkud virus pochází. Některé orthobunyaviry cirkulují v evropské populaci přežvýkavců už desítky let, aniž by působily klinické onemocnění. SBV sám nejvíce připomíná Shamonda a Akabane viry, které ale v Evropě nebyly nikdy zjištěné. Ostatní viry tohoto rodu jsou málo známé a u mnohých není přečtený jejich genom, takže genom viru Schmallenberg není s čím porovnávat. Situaci komplikuje fakt, že orthobunyaviry mají schopnost přeskupovat fragmenty svojí RNA, podobně jako viry chřipky. V roce 1999 byla v Peru popsána předtím neznámá virová infekce člověka, způsobená nově vzniklým orthobunyavirem, který obsahuje S a L segmenty již předtím známého ORO-viru a M segment předtím nepopsaného viru ze Simbu séroskupiny. Stejně tak mohl i SBV vzniknout náhodným přeskupením segmentů existujících nebo neznámých virů, v úvahu ale připadá také zavlečení viru odjinud nebo možnost, že virus je už nějakou dobu přítomen v populaci dobytka a byl zjištěn až nyní.

## Klinické příznaky
U dospělého skotu nákaza probíhá akutně a projevuje se vysokou horečkou (nad 40 °C), nechutenstvím, hubnutím, zhoršeným celkovým zdravotním stavem a náhlým poklesem dojivosti až o 50%. V Nizozemí byl v souvislosti s nákazou zjištěn i profuzní průjem. Příznaky onemocnění zpravidla spontánně odezněly během 7–10 dní, u některých březích samic docházelo k pozdním potratům či porodu málo vitálních mláďat. Klinické onemocnění ve stádě probíhá 2–3 týdny, přičemž morbidita dosahovala 20–70 %.
Se zpožděním se začaly objevovat následky teratogenního působení viru, od listopadu 2011 se v nakažených stádech rodí mláďata matek, které prodělaly infekci v létě a plody byly nakaženy intrauterinně. Porody mrtvých nebo neživotaschopných, deformovaných mláďat jsou popisovány především u ovcí, v menší míře u koz a skotu, přičemž u bahnic nebyly pozorovány žádné předchozí klinické příznaky.
Novorozená jehňata, telata a kůzlata mají vrozené vady, jako je skolióza, torticollis – deformace provázená hlavou zvrácenou nazad, arthtogryposis, což jsou nepohyblivé, trvale ohnuté klouby končetin, a hydroencephalus, porucha vývoje mozku, který je z větší části nahrazen vakem naplněným tekutinou. Dále se vyskytuje hypoplazie mozečku a zvětšený brzlík. Většina mláďat se rodí mrtvá a deformity vedou k těžkým porodům (dystokiím).
Mechanismus teratogenního působení se prozatím jeví stejný, jako u příbuzných virů: dochází k vertikálnímu přenosu, infekci plodu in utero. Infekce virem Akabane způsobí vrozené vývojové vady, dojde-li k nákaze během určité fáze březosti, u ovcí mezi 28–56 dnem, u skotu mezi 75–150 dnem březosti. Dochází k potratům, mumifikaci plodů a typickým malformacím, syndromu artrogryphosis-hydrencephalus, tedy stejně jako u viru Schmallenberg.

## Diagnostika
Friedrich-Loeffler Institut v Německu, kde byl poprvé virus izolován, vyvinulo protokol pro detekci virové RNA metodou RT-PCR a ten, společně se sekvencí virového genomu, zveřejnili pro nekomerční použití dalším laboratořím. Prozatím je možná jen tato, přímá metoda detekce viru, společně s dalšími přímými metodami, jako je kultivace viru na buněčných kulturách křeččích ledvin a přímá imunofluorescence. K detekci viru je potřeba sérum nebo krev odebraná na EDTA od zvířete s klinickými příznaky (horečka, průjem, pokles nádoje), k průkazu viru ze zmetků a deformovaných mrtvě narozených mláďat je nejvhodnější tkáň mozku s doporučeným doplňujícím vyšetřením tkáně sleziny a krevních vzorků.
Ze sérologických metod, které umožňují detekci protilátek v séru nakažených zvířat, je zatím k dispozici virus neutralizační test a nepřímá imunofluorescence. Nevýhoda těchto metod je jejich časová náročnost a nemožnost zpracování velkého množství vzorků. Rychlejší a jednodušší ELISA test.
Virologické vyšetření je základem současné diagnostiky. Provádí se virus neutralizačním testem (VNT) a PCR.

## Šíření

Potvrzená ohniska nemoci v Německu 27.1.2012 (dle FLI)

Choroba byla poprvé popsána v Německu, dále byla na konci roku 2011 popsána i v Nizozemí. K 11. lednu 2012 byla pomocí PCR zjištěna v Německu ve 20 chovech, v 52 chovech v Nizozemí a ve 14 chovech ovcí v Belgii. 23. ledna 2012 byl Schmallenberský virus prokázán ve tkáních deformovaných jehňat na čtyřech ovčích farmách v Norfolku, Suffolku a Východním Sussexu ve Velké Británii. 24.1.2012 byl virus prokázaný v deformovaných jehňatech ve Francii, celkem ve 29 chovech ovcí, 7.2.2012 se objevil v Lucembursku a 20.2.2012 byl diagnostikován u koz v Itálii. V březnu 2012 byla nemoc prokázána i v chovech ovcí ve Španělsku.
26.1.2012 bylo v Německu prokázáno jako pozitivní 88 chovů, k 2.2.2012 tento počet stoupl 240 chovů, 22.2.2012 bylo evidováno 693 pozitivních chovů.
V ČR se vir vykytuje minimálně od roku 2013. Sérologicky pozitivní a nevakcinovaná zvířata jdou každoročně do tisíců, představují až 20% ze všech vyšetřených vzorků. Archivováno 14. 10. 2019 na Wayback Machine.

## Opatření v souvislosti s nákazou
Evropská komise se zatím rozhodla vyčkávat a získávat informace – vzhledem k ročnímu období a faktu, že onemocnění je z největší pravděpodobností přenášeno hmyzem, nehrozí další šíření, nově potvrzené případy jsou důsledkem nákazy v létě. Státy, na jejichž území jsou potvrzené případy onemocnění, nicméně hlásí potvrzená ohniska OIE a některé státy zavedly dobrovolný zvýšený dozor, zvláště co se týče potratů a vrozených vývojových vad přežvýkavců. Dle komise zatím není důvod domnívat se, že se Schmallenberský virus chová jinak, než příbuzné viry, jako je Akabane, který potřebuje k přenosu vektora a nešíří se přímým kontaktem mezi zvířaty nebo živočišnými produkty, proto není obchod se zvířaty ani jejich produkty nijak omezován. Ruská federace nicméně s platností od 17.1.2012 vyhlásila opatření stran dovozu z Německa, Nizozemska a Belgie. To se týká živých malých přežvýkavců, jejich čerstvého masa, vedlejších produktů a rozmnožovacího materiálu (zmražená vajíčka, embrya a sperma).
Státy mimo EU, které dováží živý zástavový dobytek (např. Turecko), mají často v požadavcích virologické vyšetření na SBV. V ČR se vyskytuje tento virus v mnoha stádech skotu na pastevních areálech. Pokud je konkrétní jalovička či býček virologicky negativní, může být exportován, i kdyby všichni ostatní ve stádě byli pozitivní. Sérologické vyšetření se neprovádí, protože po prodělané nemoci jsou zvířata dlouhodobě pozitivní (možná celý život). Díky virologickému vyšetření nemá vakcinace na export negativní vliv.

### Vakcinace
Na trhu je vakcína ZULVAC SBV, která je schválena pro EU včetně ČR. Vakcinují se telata ve věku 4 a 5 měsíců a každoročně se vakcinuje celé stádo. Její dostupnost závisí na požadavcích chovatelů. Je li zájem malý, nedováží se (což je stávající situace).
Pokud se stádo nevakcinuje, pak mají dospělá zvířata protilátky po prodělané nemoci, ale zástav je k infekci vnímavý, nakazí se. Vir cirkuluje ve stádu, každoročně nakazí velké procento z těch, co nejsou v imunitě. Díky cirkulaci viru se rodí i mrtvá telata s deformacemi. Pokud by se stádo každoročně vakcinovalo, vir by v něm kolovat nemohl.
U ovcí je situace podobná. Vakcína je schválená i pro ovce. Procento mrtvě narozených a deformovaných plodů je mírně vyšší než už skotu.
Vakcinace je momentálně jediná dostupná metoda, jak vytěsnit vir z populace.
Z ekonomického hlediska je na chovatelích, aby si vypočítali, zda je pro ně výhodnější každoročně vakcinovat, nebo nechat zvířata nakazit, prodělat nemoc, tím si vytvořit imunitu. Zatím v ČR vítězí tiplík s virem SBV, každoročně nakazí tisíce zvířat. Nevakcinujeme.

## Riziko pro člověka
Geneticky nejpodobnější orthobunyaviry nezpůsobují onemocnění lidí a též zatím ve spojitosti s nákazou virem Schmallenberg nebylo popsáno onemocnění člověka.